# Antonio Ángel Hurtado Roca
Antonio Ángel Hurtado Roca (Almoradí, 1964) és un empresari i polític valencià, alcalde d'Almoradí entre 1999 i 2015 pel Partit Popular (PP).
Enginyer tècnic agrícola de formació, ha estat Assessor Tècnic en explotacions agrícoles en les especialitats de Fertilització i Protecció de Cultius i posseeix el 33% d'una empresa de serveis agrícoles. En la vessant política, Antonio Ángel Hurtado milita al PP des de ben jove arribant a ser secretari de l'agrupació jove del partit Nuevas Generaciones d'Almoradí (1983-1987) i més tard secretari local del PP (1988 a 1992). És regidor des de 1991 i alcalde de l'Almoradí des de 1999. És també president de l'agrupació local del PP des de 2010.
El desembre de 2011 fou nomenat diputat a les Corts Valencianes en substitució de Mario Flores que passava a ser diputat al Congrés dels Diputats. Tot i això no acabà la legislatura a la cambra valenciana dimitint el 2 d'abril per motius personals i professionals, sent substituït per Miguel Zaragoza Fernández.